# PWS-35 Ogar
Le PWS-35 Ogar (en français : Brachet polonais) était un biplan biplace polonais d'entraînement à la voltige aérienne, conçu par Kazimierz Nowicki, Marian Piątka et Michał Rosnowski à l'université nationale polytechnique de Lviv (en ukrainien : « Національний університет "Львівська політехніка" », en polonais : « Politechnika Lwowska ») en 1935 et 1936.
Il fut ensuite construit par Podlaska Wytwórnia Samolotów (en) (PWS), à seulement deux exemplaires.

## Conception et développement

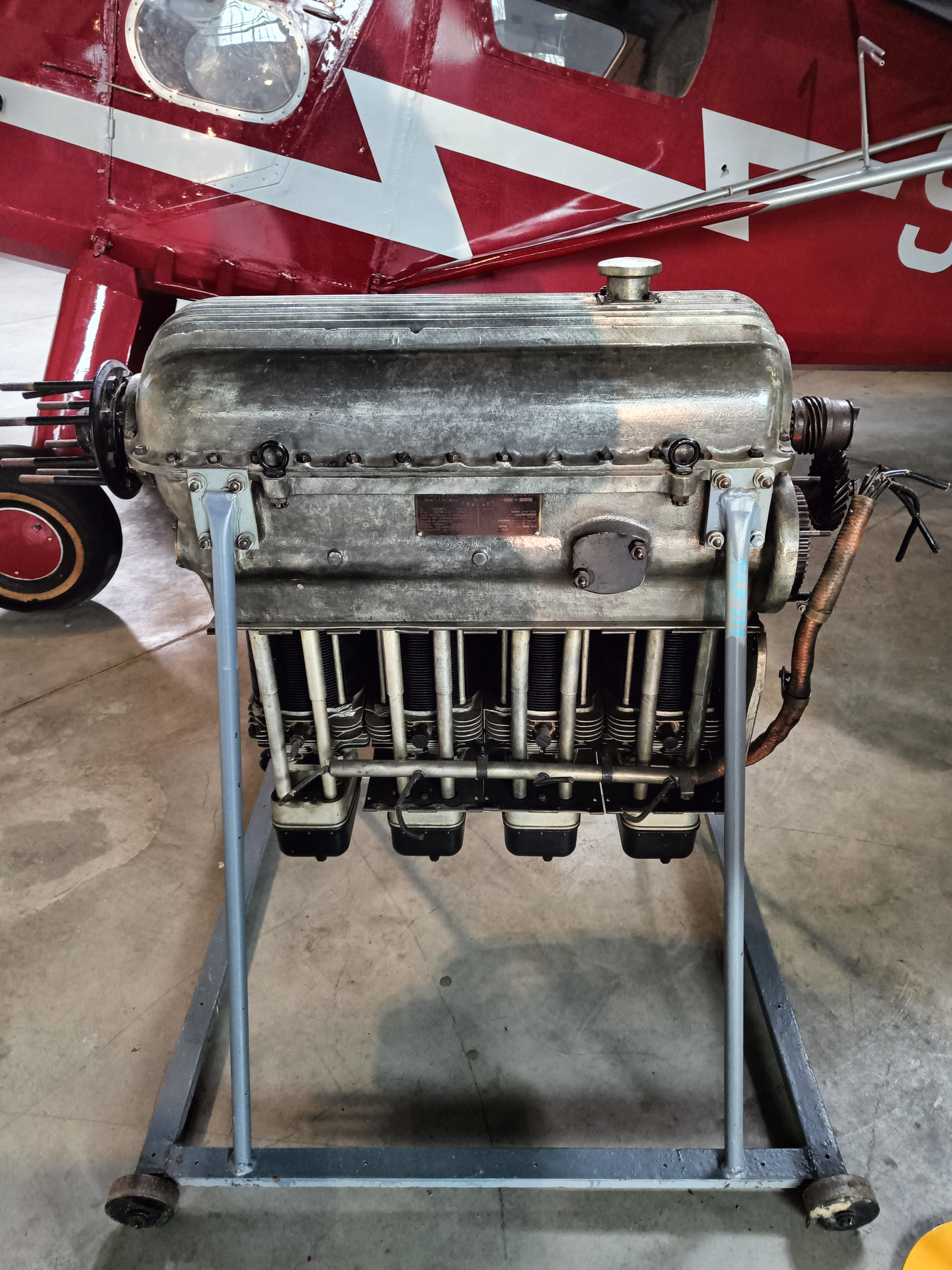
Un moteur PZInż. Major Type 4, de la collection du Musée de l'aviation polonaise à Cracovie.

L'avion fut conçu par trois jeunes scientifiques de l'université polytechnique de Lviv pour leur thèse. Les trois concepteurs avaient initialement prévu de ne construire qu'un seul avion — désigné NPR-1, d'après les initiales de leurs trois noms —, mais en 1937 le constructeur PWS se montra intéressé par leur concept et engagea des concepteurs professionnels pour le modifier et l'adapter aux besoins de la force aérienne polonaise,. À cette période, la force aérienne polonaise cherchait à obtenir un avion d'entraînement avancé, et il fut décidé que l'Ogar serait parfait dans ce rôle.
La construction du prototype fut achevée en 1937, puis il fut soumis à des tests statiques dès le début de l'année suivante. Durant l'été 1938, il fut testé en vol avec succès par S. Szubka. Le premier prototype, équipé d'un moteur de Havilland Gipsy Major (en), se montra plus lourd que prévu et donna à l'appareil de mauvaises caractéristiques de vol en situation de décrochage, ainsi que des problèmes de stabilité. Dès la fin de l'été, un deuxième prototype fut construit, avec une dérive agrandie et un moteur PZInż. Major 4 (en) plus puissant — un Walter Major produit sous licence —, puis envoyé à l'institut de l'Aviation (pl), à Varsovie, pour y effectuer des tests supplémentaires. Michał Rosnowski rajouta encore quelques modifications à l'appareil et sa production en série devait commencer à la fin de l'année 1938. Toutefois, les nombreux problèmes de manœuvrabilité liés au problème d'équilibrage des masses cité précédemment retardèrent le lancement de la production en série jusqu'à la fin de l'année 1939.

## Histoire opérationnelle
Sur la commande initiale de 150 appareils, seuls cinquante furent retenus lors de la commande passée à l'été 1939. Sur le premier lot de 17 cellules démarré en juillet 1939, aucune n'avait eu le temps d'être livrée à la force aérienne polonaise lorsque le pays fut victime de l'invasion allemande de 1939 qui marqua l'éclatement de la Seconde Guerre mondiale. Le premier prototype fut donné à la force aérienne, mais il fut détruit près de Lubartów peu de temps après. L'autre prototype fut détruit par un assaut aérien sur l'aéroport d'Okeçie, à Varsovie.

## Versions
- PWS-35/I : Premier prototype, propulsé par un de Havilland Gipsy Major (en). Cet appareil avait des caractéristiques de vol problématiques, en raison d'un équilibrage des masses inadéquat ;
- PWS-35/II : Deuxième prototype, propulsé par un PZInż. Major 4 propulsé par un 4 cylindres en ligne inversés refroidis par air PZInż. Major 4 de 130 ch (96 kW) au décollage et 120 ch (89 kW)[1] en régime continu. Il reçut également une dérive agrandie et quelques améliorations mineures.

## Spécifications techniques (PWS-35/II)
Caractéristiques générales
- Équipage : 2 membres
- Charge utile : 250 kg
- Longueur : 6,8 m
- Envergure : 8 m
- Hauteur : 2,5 m
- Surface alaire : 17 m2
- Masse à vide : 610 kg
- Masse maximale au décollage : 860 kg
- Moteur : 1   moteur à 4 cylindres en ligne inversés refroidis par air PZInż. Major 4 (en) de 120 ch (89 kW)

 Performances 
- Vitesse maximale : 200 km/h
- Vitesse de croisière : 170 km/h
- Vitesse de décrochage : 80 km/h
- Distance franchissable : 550 km
- Plafond : 3 500 m
- Vitesse ascensionnelle : 180 m/min
- Charge alaire : 50,59 kg/m2
- Rapport poids-puissance : 5,08 kg/ch